# Pterostichus relictus
Pterostichus relictus är en skalbaggsart som beskrevs av Newman. Pterostichus relictus ingår i släktet Pterostichus och familjen jordlöpare. Inga underarter finns listade i Catalogue of Life.